# Dmytro Antonowytsch

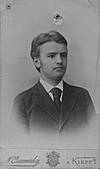
Dmytro Antonowytsch vor 1920

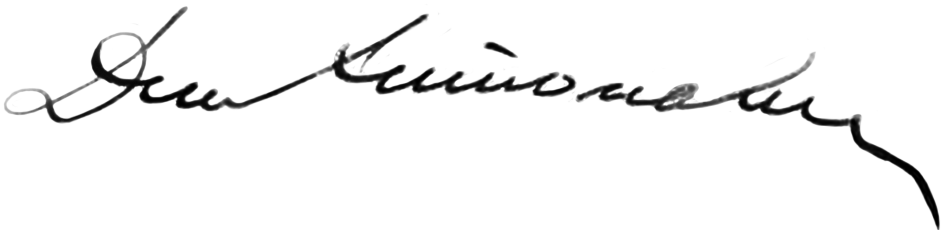
Signatur

Dmytro Wolodymyrowytsch Antonowytsch (ukrainisch Дмитро Володимирович Антонович; * 3. Novemberjul. / 15. November 1877greg. in Kiew, Russisches Kaiserreich; † 12. Oktober 1945 in Prag, Tschechoslowakei) war ein ukrainischer Kunsthistoriker und Minister.

## Leben
Dmytro Antonowytsch kam als Sohn des Historikers und Ethnographen Wolodymyr Antonowytsch in Kiew zur Welt.
Er war 1900 Mitgründer und bis 1905 Vorstandsmitglied der Revolutionären Ukrainische Partei, aus der 1905 die Ukrainische Sozialdemokratische Arbeiterpartei (USDRP) hervorging. Von 1912 an lehrte er Kunstgeschichte an der Kiewer Musik- und Schauspielschule M. Lyssenko.
Nach der Februarrevolution 1917 wurde er Abgeordneter der Zentralna Rada, dem Revolutionsparlament der Ukraine. 
Im Januar 1919 war er zudem Mitglied der Russischen konstituierenden Versammlung.
Vom 6. Januar bis 9. Februar 1918 war er Marineminister zuerst im Generalsekretariat der ukrainischen Zentralna Rada und anschließend der Ukrainischen Volksrepublik und vom 26. Dezember 1918 bis zum 13. Februar 1919 war er deren Minister für Kunst. Im Anschluss war er Leiter der diplomatischen Mission der Ukrainischen Volksrepublik in Rom.
Nach Verlust der ukrainischen Unabhängigkeit ging Antonowytsch ins Exil und war ein Organisator und Rektor der Ukrainischen Freien Universität zunächst in Wien und dann in Prag, wo er auch als Professor für Kunstgeschichte lehrte. Zudem war er lange Direktor des Museums des Ukrainischen Unabhängigkeitskampfes in Prag und Präsident der ukrainischen Historisch-Philologischen Gesellschaft.

## Familie
Dmytro Antonowytsch war der Ehemann der Malerin und Kunsthistorikerin Kateryna Antonowytsch (1884–1975), mit der er die Söhne Mychailo Antonowytsch (1910–1954) und Marko Antonowytsch (1916–2005) sowie die Tochter Maryna Antonowytsch-Rudnyzka (1911–1997) hatte.

## Werke (Auswahl)
- Ukrai͏̈ns'ka kul'tura, München, Ukrai͏̈n. Techn.-Hospodars'kyj Inst., 1988
- Deutsche Einflüsse auf die ukrainische Kunst, Leipzig, Hirzel, 1942

Quelle: 